# Тифграбен
Тифграбен (нем. Tiefgraben) — коммуна (нем. Gemeinde) в Австрии, в федеральной земле Верхняя Австрия. 
Входит в состав округа Фёклабрук.  Население составляет 3352 человека (на 31 декабря 2005 года). Занимает площадь 38 км². Официальный код  —  41742.

## Политическая ситуация
Бургомистр коммуны — Маттиас Райндль (АНП) по результатам выборов 2003 года.
Совет представителей коммуны (нем. Gemeinderat) состоит из 25 мест.
- АНП занимает 17 мест.
- СДПА занимает 4 места.
- АПС занимает 2 места.
- другие: 2 места.